# 王鉉 (成化進士)
王鉉（1446年—？），字伯舉，大寧中衛人，軍籍，明朝政治人物。進士出身。

## 生平
早年出身國子生，順天府鄉試第六十二名。成化十四年（1478年）戊戌科會試第六十名，殿試登進士第三甲第一百零八名。歷官工部主事，管理遵化铁冶，升工部郎中，弘治十五年（1502年）二月升四川左參政。

## 家族
曾祖父王公甫。祖父王克名。父亲王文信。母許氏。具慶下。弟锳。娶李氏，繼娶葛氏。